# Oued Endja
Oued Endja, anciennement Redjas, est une commune de la wilaya de Mila en Algérie.

## Géographie

### Localisation
La commune de Oued Endja est localisée au centre-nord de la wilaya de Mila à 15 km à l'ouest de Mila par la RN79.
| Amira Arrès | Amira Arrès   | Terrai Bainen |
| Rouached    | Oued Endja    | Zeghaia       |
| Tiberguent  | Ahmed Rachedi | Mila          |

### Relief, géologie, hydrographie
L'agglomération de Redjas est le chef-lieu de la commune qui se trouve dans la zone des hauts piémonts au nord de la wilaya de Mila. Elle est située à une altitude allant de 270 mètres et 400 mètres.

### Localités de la commune
Le chef-lieu de l'agglomération est le village de Redjas. La commune est constituée de trois agglomérations secondaires : El Arsa, El Arsa VSA et Smara, ainsi que des hameaux Seraghna, Chaabet Khrouf, Chebchoub, Bouyeghed, Kripsa Ouest, Mechta El Guedim, El Oued.

### Toponymie
Selon l'historien Abdallah Cheriet, Redjas viendrait du mot romain Reggas qui signifie plaine. Il pourrait aussi venir de Villa Regis une ville romaine située sur la route de Tubunae a Milev.
Le nom de Redjas El Ferrada viendrait du nom de famille Belferdi.

## Histoire
Les centres de colonisation de Redjas et Serraghna sont créés en 1875. Le village de Redjas El Ferada faisait partie de la commune de Zeraïa à partir de 1880. En 1963, la commune est appelée Oued Endja et le chef-lieu passe de Zeghaïa à Redjas, incluant la commune de Richelieu. En 1974, la commune passe dans le territoire de la wilaya de Jijel avant de faire partie à partir de 1984 de la wilaya de Mila et devenir chef-lieu de daïra.

## Démographie
| 1884 | 1892 | 1897 | 1902 | 1987   | 1998   | 2008   |
| ---- | ---- | ---- | ---- | ------ | ------ | ------ |
| 869  | 210  | 171  | 199  | 11 931 | 16 802 | 19 739 |

- Population des différentes agglomérations en 1987 : Redjas, 7296 hab.
- Population des différentes agglomérations en 1998 : Redjas, 10907 hab. ; El Arsa, 2282 hab. ; El Arsa VSA, 1019 hab. ; Smara, 893 hab[8].
- Populations des différentes agglomérations en 2008 : Redjas, 13883 hab[9].

## Administration
Les maires d'Oued Endja sont[réf. nécessaire] :
- 2007-2012 : Abdelhamid Kimouche
- 2012-2017 : Bendjamea Mouhamed

## Économie
À Redjas, il existe une usine de plâtre et de gypse, ainsi que des docks silos à grain.

## Transports
La commune d'Oued Endja est traversée en son centre par la route nationale RN79 d'est en ouest, allant de Mila à Ferdjioua. La route nationale RN105 prend son départ de la commune et se termine à Djimla.
Il existait autrefois un aérodrome, aujourd'hui disparu, doté de deux pistes au nord du village de Redjas.

## Personnalités liées à la commune
- Ferhat Bouledjbah[Qui ?], chanteur traditionnel et poète, né vers 1900 sur le territoire de Oued Endja.